# Чертополох колючий
Чертополо́х колю́чий, или акантоли́стный (лат. Cárduus acanthoídes), — травянистое растение, вид рода Чертополох (Carduus) семейства Сложноцветные (Asteraceae).

## Ботаническое описание
Многолетнее или двулетнее травянистое растение с прямостоячими стеблями до 60—70(200) см высотой, опушёнными членистыми волосками, колюче-крылатыми до самых корзинок. Листья очерёдно расположенные по стеблю, жёсткие, нижние — рано отмирающие, остальные — продолговатые до продолговато-яйцевидных в очертании, перисто-надрезные до перисто-лопастных, низбегающие на стебель, по краю с жёсткими жёлтыми колючками.

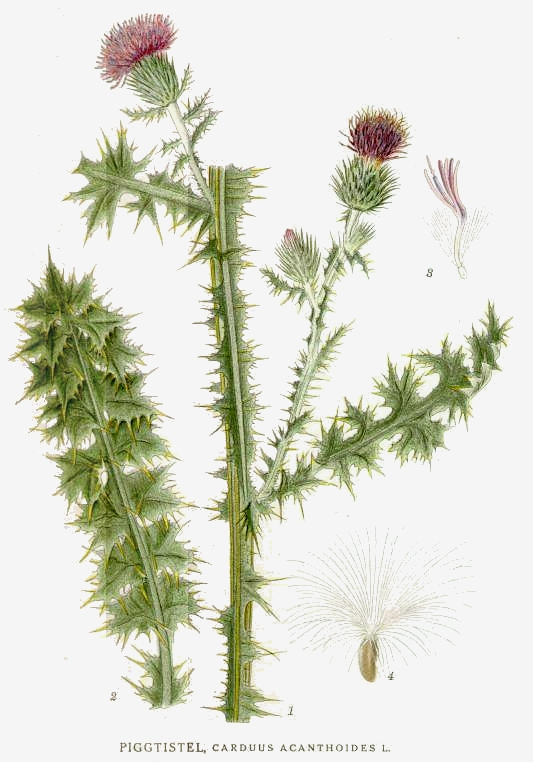

Корзинки одиночные, верхушечные, около 3 см в поперечнике, с почти голой обёрткой. Листочки обёртки на конце с короткой колючкой, в основании несколько расширенные, наружные — иногда горизонтально оттопыренные, внутренние — перепончатые. Цветки все трубчатые, с розовым венчиком, у краевых цветков несколько изогнутым.
Семянки около 3 мм длиной и 1 мм шириной, с хохолком из гладких щетинок.

## Распространение и экология
Европейско-кавказско-малоазиатское растение, встречающееся по различным нарушенным местам, на каменистых склонах. На востоке заходит в Верхне-Тобольский район Западной Сибири.
Цветки опыляются бабочками, мухами, жуками, шмелями, медоносными и одиночными пчёлами. Среди одиночных пчёл доминировали виды рода Lithurgus. Однако они не могут конкурировать с медоносными пчёлами, так как обеспечение 2—3 личинок углеводным и белковым кормом и своего питания им требовалось немного нектара.

## Значение и применение

### В пчеловодстве
Медоносное и пыльценосное растение. Продуктивность нектара цветком чертополоха колючего равнялась 0,1±0,01 мг; растением — 96,4±10,94 мг. В нектаре содержится 66,4±1,14 сахара. Сахаропродуктивность цветка — 0,04±0,004 мг; растения — 63,3±6,06 мг. Мёдопродуктивность цветка — 0,06±0,005 мг; растения 79,1±7,56 мг. Пыльцепродуктивность пыльника — 0,1±0,004 мг; растения — 704,8±25,50 мг со средним количеством цветков 1439,4±100,55 шт. Пыльца желтоватая.
В начале дня число цветков чертополоха колючего, посещенных медоносной пчелой для однократного наполнения медового зобика, составляет 822 шт. Объём нектара, принесённого в улей за один цикл фуражировки, равен 19,1 мг с учетом затрат углеводного корма на работу по осматриванию цветков и полёт до улья и обратно (69 % от объёма медового зобика). В конце дня для однократного наполнения медового зобика медоносная пчела посетит уже 16 438 цветков чертополоха колючего и оставит в улье только 1,6 мг нектара, так как 98 % углеводного корма будет затрачено на перелёты между цветками и до пасеки. Доля оставшегося в цветке нектара, не востребованного медоносной пчелой, составит 5% от суточной нектаропродуктивности цветка.
Отмечено следующее поведение медоносных пчёл при фуражировке. При выборе цветового пятна летят над травой. Между соцветиями совершают направленные перелёты либо используют поисковый полёт. Проверяют цветки на соцветии до первого цветка без нектара. При питании на соцветии садятся на несколько цветков. Пыльцу принимают диффузно на всё тело.

## Таксономия
Carduus acanthoides L., Sp. Pl. 2: 821 (1753).

### Синонимы
- Carduus camporum Boiss., 1856
- Carduus crispus auct.
- Carduus fortior Klokov, 1962
- Carduus martrinii Timb.-Lagr., 1864
- Carduus murfatlarii Nyár. & Prodan, 1957
- Carduus polyacanthus Schreb., 1771
- Carduus ruderalis Tausch ex Nyman, 1879, nom. inval.
- Carduus sinuatus Gilib., 1782, nom. inval.
- Carduus thessalus Boiss. & Heldr., 1856
- Carduus velebiticus Borbás, 1885
- Carduus vranjanus Adamović ex Hayek, 1931, nom. inval.
- Onopyxus acanthifolius Bubani, 1899, nom. superfl.
- Polyacantha acanthoides (L.) Hill, 1769